# Eoophyla simplicialis
Eoophyla simplicialis là một loài bướm đêm trong họ Crambidae.